# 3458 Boduognat
3458 Boduognat је астероид главног астероидног појаса са средњом удаљеношћу од Сунца која износи 2,449 астрономских јединица (АЈ).
Апсолутна магнитуда астероида је 12,8.